# Mohorič
Mohorič je 157. najbolj pogost priimek v Sloveniji, ki ga je po podatkih Statističnega urada Republike Slovenije na dan 31. decembra 2007 uporabljalo 1.054 oseb, na dan 1. januarja 2010 pa 1.053 oseb.

## Znani nosilci priimka
- Aleš Mohorič (*1969), fizik, didaktik
- Fran Mohorič (1866—1928), pravnik, pesnik, kulturni delavec
- Franc Mohorič (1898—1969), operni solist, tenorist
- Ivan Mohorič (1888—1980), gospodarstvenik, politik, zgodovinar
- Ivan "John" Mohorič (1951—2015), publicist, pisatelj, novinar, polihistor, raziskovalec pradavnih skrivnosti
- Iztok Mohorič, izdelovalec lesenih koles
- Jakob Mohorič (1888—1976), pravnik, politik, urednik, publicist
- Jakob Mohorič (1888—1962), organist
- Janko Mohorič (1922—2004), farmacevt
- Leo Mohorič, odbojkar na mivki
- Klemen Mohorič (*1975), hokejski vratar
- Matej Mohorič (*1994), kolesar
- Matejka Mohorič (*1978), biatlonka
- Matic Mohorič, kamerman (smučarskih skokov)
- Miha Mohorič (*1983), popotnik, fotograf in filmski ustvarjalec
- Milena Mohorič-Premru (1905—1972), pesnica, publicistka, pisateljica, pedagoginja, prevajalka
- Renata Mohorič (*1985), zabavnoglasbena pevka
- Srdan Mohorič (1953—2022), fotograf
- Stane Mohorič, prevajalec
- Vatroslav Mohorič (1831—1905), politik in publicist
- Tomaž Mohorič (*1946), elektrotehnik
- Uroš Mohorič, rokometni športni delavec
- Vatroslav Mohorič (1831—1905), politik in publicist
- Vladimir Mohorič (1927—?), pravnik, polit.& športni delavec
- Vladko Mohorič (1915—1973), pevovodja, organist in organizator